# Megaclite (satélite)
Megaclite (Latim Megaclītē, do grego Μεγακλειτη), ou Júpiter XIX é um satélite natural de Júpiter. Foi descoberto por um time de astrônomos da Universidade do Havaí liderados por Scott S. Sheppard em 2000, e recebeu a denominação temporária de S/2000 J 8
Megaclite tem aproximadamente 5,4 Km de diâmetro, e orbita Júpiter a uma média de 24,687 milhões de quilômetros em 792.437 dias, a uma inclinação de 150° em relação à eclíptica (148° em relação ao equador de Júpiter), num movimento retrógrado irregular e com uma excentricidade orbital de 0,308.
Foi nomeado em Outubro de 2002 em homenagem a Megaclite, mãe por Zeus (Júpiter) de Tebas e Locro (embora a ambos tenha-se assinalado mães diferentes por outros autores).
Pertence ao grupo Pasife, cujas luas irregulares e retrógradas orbitam Júpiter a distânicas que variam entre 22.8 e 24.1 Gm, com inclinações variando de 144.5° e 158.3°